# Discographie de Sonny Rollins
Cette discographie du saxophoniste de jazz Sonny Rollins couvre ses albums parus en tant que leader ainsi que ses principales collaborations en tant que sideman.

## Principales collaborations
| Enregistrement | Leader                               | Nom de l'album                               | Label et notes | Réf. |
| -------------- | ------------------------------------ | -------------------------------------------- | --- | ---- |
| 1947-49        | Babs Gonzales                        | Weird Lullaby                                | Blue Note Records. Album compilation de morceaux enregistrés entre 1947 et 1949. |      |
| 1946-49        | J.J Johnson                          | J. J. Johnson's Jazz Quintets                | Savoy Records. Album studio. |      |
| 1949-51        | J.J Johnson                          | Trombone by Three                            | |      |
| 1947-49        | Fats Navarro                         | The Fabulous Fats Navarro                    | Blue Note Records. Album compilation avec des séances d'enregistrement réalisées entre 1947 et 1949. |      |
| 1949-51        | Bud Powell                           | The Amazing Bud Powell                       | Blue Note Records. Album studio. |      |
| 1949-51        | Miles Davis                          | Conception                                   | Prestige Records. Album compilation. Le titre My Old Flame est une reprise de l'album Dig. Davis n'apparait pas sur tous les titres. L'album offre aussi une large place aux saxophonistes Lee Konitz, Stan Getz et Gerry Mulligan. |      |
| 1951           | Miles Davis                          | Dig                                          | Prestige Records. Album studio. |      |
| 1951           | Miles Davis                          | Blue Period                                  | Prestige Records. Album studio. |      |
| 1951-53        | Miles Davis                          | Miles Davis and Horns                        | Prestige Records. Album studio. |      |
| 1953-56        | Miles Davis                          | Collectors' Items                            | Prestige Records. Album studio. |      |
| 1954           | Miles Davis                          | Bags' Groove                                 | Prestige Records. Album studio. |      |
| 1953-54        | Thelonious Monk                      | Monk                                         | Prestige Records. Album studio. |      |
| 1953-54        | Thelonious Monk                      | Thelonious Monk and Sonny Rollins            | Prestige Records. Album studio. |      |
| 1957           | Thelonious Monk                      | Brilliant Corners                            | Riverside Records. Album studio. |      |
| 1954           | Art Farmer                           | Early Art                                    | Prestige Records. Album studio. |      |
| 1956           | Clifford Brown-Max Roach Quintet     | Clifford Brown and Max Roach at Basin Street | EmArcy Records. Album studio. |      |
| 1956           | Max Roach                            | Max Roach + 4                                | EmArcy Records. Album studio. |      |
| 1956-57        | Max Roach                            | Jazz in 3/4 Time                             | EmArcy Records. Album studio. |      |
| 1957           | Kenny Dorham                         | Jazz Contrasts                               | Riverside Records. Album studio. |      |
| 1957           | Dizzy Gillespie                      | Duets (en)                                   | Verve Records. Album studio. |      |
| 1957           | Dizzy Gillespie                      | Sonny Side Up                                | Verve Records. Album studio. |      |
| 1957           | Abbey Lincoln                        | That's Him                                   | Riverside Records. Album studio. |      |
| 1966           | Modern Jazz Quartet                  | At the Music Inn, Vol. 2                     | Atlantic Records. Album studio. |      |
| 1978           | McCoy Tyner, Ron Carter et Al Foster | Milestone Jazzstars in Concert               | Milestone Records. Album live. |      |
| 1980           | The Rolling Stones                   | Tattoo You                                   | Rolling Stones Records/Virgin Records. Album studio. |      |
| 1983           | Pat Metheny                          | Dream Teams                                  | Bugsy. Album live et studio. |      |